# Dahlgrenius bushmanicus
Dahlgrenius bushmanicus är en skalbaggsart som först beskrevs av Thérond 1965.  Dahlgrenius bushmanicus ingår i släktet Dahlgrenius och familjen stumpbaggar. Inga underarter finns listade i Catalogue of Life.